# Joseph von Hazzi
Joseph Ritter von Hazzi (Abensberg, 12 febbraio 1768 – Burg Elkofen, 20 maggio 1845) è stato un giurista e ufficiale tedesco.

## Biografia
Hazzi nacque ad Abensberg. Dopo aver studiato legge, divenne consigliere privato e consigliere della direzione dello stato generale bavarese a Monaco. Il suo campo era principalmente la promozione dell'agricoltura bavarese; la sua proposta del 1799 per la costruzione del Canale Meno-Danubio fu respinta. Morì a Elkofen.
Suo suocero era il presidente dell'Alta corte bavarese di denominazione Aloys Basselet von La Rosée.